# Kristen-Socialisterne
Kristen-Socialisterne var et dansk politisk parti, der blev grundlagt i 2005 og fik godkendt partinavn 24. maj 2007. Partiets ideologi var kristensocialismen. Partiet arbejdede på grundlag af det kristne livssyn og næstekærlighedsbudet for at forbedre forholdene for de svageste i samfundet. Partiet var placeret på den politiske venstrefløj. Partiet blev nedlagt i efteråret 2008.